# TM Kart
TM Kart s.r.l. è una azienda italiana che costruisce motori per kart, fondata nel 2023 nella città di Pesaro.
TM Kart eredita il know how della progettazione, produzione e commercializzazione dei motori per kart da TM Racing s.p.a, azienda di cui costituiva la divisione karting. TM Kart è un marchio molto importante per tutti gli appassionati di karting, amatori e professionisti, in quanto i motori TM Kart sono tra i più diffusi nel panorama kartistico internazionale. TM Kart ha una sede aziendale, situata a Pesaro (in Italia), con un’estensione di circa 2.500 m2, nella quale viene svolta la quasi totalità dei processi legati alla progettazione, produzione e commercializzazione dei suoi motori.
Oltre che per un utilizzo di tipo amatoriale e nelle competizioni nazionali di tutto il mondo, i motori TM Kart vengono impiegati anche nelle principali gare di kart a livello internazionale, come i FIA Karting World Championships e la WSK Series. Con l’allora marchio TM Racing, i motori per kart TM sono stati quelli utilizzati da piloti arrivati anche in Formula 1, come Alexander Albon, Charles Leclerc, George Russell e Max Verstappen. In particolare, nel suo ultimo FIA Karting World Champions, vinto nel 2013, Max Verstappen ha utilizzato un motore TM Racing KZ10-C. Nel 2024, i motori TM Kart sono stati impiegati dal vincitore del FIA Karting World Championship KZ, da quello del FIA Karting World Cup KZ2 e anche da quello della FIA Karting International Masters Super Cup.